# Gury (obwód smoleński)
Gury (ros. Гуры) – wieś (ros. деревня, trb. dieriewnia) w zachodniej Rosji, w osiedlu wiejskim Titowszczinskoje rejonu diemidowskiego w obwodzie smoleńskim.

## Geografia
Miejscowość położona jest 1,5 km od drogi regionalnej 66K-28 (R120 – Rudnia – Diemidow), przy drodze regionalnej 66N-0524 (Baszki / 66K-28 – Gury – Kraśki), 14 km od centrum administracyjnego osiedla wiejskiego (Titowszczina), 17 km od centrum administracyjnego rejonu (Diemidow), 58,5 km od stolicy obwodu (Smoleńsk), 22 km od granicy z Białorusią.
W granicach miejscowości znajduje się ulica Szkolnaja (7 posesji).

## Demografia
W 2010 r. miejscowość zamieszkiwała 1 osoba.

## Historia
W czasie II wojny światowej od lipca 1941 roku dieriewnia była okupowana przez hitlerowców. Wyzwolenie nastąpiło we wrześniu 1943 roku.
Na mocy uchwały z dnia 28 maja 2015 roku wszystkie miejscowości (w tym Gury) zlikwidowanej jednostki administracyjnej Życzickoje weszły w skład osiedla wiejskiego Titowszczinskoje.